# Cayo Alsina
Cayo Antonio Alsina (Argentina, 10 de marzo de 1914-Buenos Aires, 30 de marzo de 2009) fue un aviador militar perteneciente a la Fuerza Aérea Argentina. Alcanzó la máxima jerarquía del escalafón aeronáutico y se desempeñó titular de dicha fuerza armada desde el 31 de diciembre de 1960 hasta el 11 de diciembre de 1962.

## Carrera

### Primeros años
Cuando Alsina finalizó los estudios secundarios, ingresó en 1932 al Colegio Militar de la Nación. Una vez dentro de dicha academia de formación militar, Cayo Alsina optó por seguir la rama de aviación militar, por lo que fue enviado a la Escuela de Aviación Militar, que dependió hasta 1945 del Ejército Argentino. Egresó como subteniente de aviación del Ejército en 1935. En 1945 fue transferido a la recientemente creada Fuerza Aérea Argentina.

### Ascensos y comandancia de la aeronáutica
Tras haber conseguido importantes ascensos en la década de 1950, Alsina fue ascendido de brigadier mayor al grado de brigadier general y fue puesto al frente del Comando en Jefe de la Fuerza Aérea el 31 de diciembre de 1960, tras el retiro de su antecesor, brigadier general Manuel Alemán.

#### Derrocamiento de Arturo Frondizi
Consumados los resultados de las elecciones a gobernadores, diputados y senadores nacionales el peronismo logró muy buenos resultados, sus candidatos se postularon en diferentes partidos políticos debido a la proscripción del Partido Justicialista desde 1955. 
El presidente Arturo Frondizi comenzó a ser el receptor de fuertes planteos por parte de las Fuerzas Armadas. Con la presión explícita o implícita de los militares, Frondizi redactó decretos que dictaban la intervención de ocho provincias en las cuales el peronismo había ganado las gobernaciones. Sin embargo, esta decisión dotó de mayores proporciones a la crisis desatada por las presiones de los sectores castrenses.
Desde las filas militares se constituyó el «Comité de los doce», compuesto por los cuatro generales, almirantes y brigadieres más antiguos de cada arma. Particularmente desde la Armada, se dijo que el presidente incumplía con su juramento constitucional de respetar las leyes tras decretar la intervención, y a partir del 20 de mayo, se convirtió en la primera de las tres fuerzas que comenzó a presionar al presidente para que presentara su renuncia voluntaria y que luego tomara su lugar otro mandatario constitucional. Si Frondizi no aceptaba, la solución sería derrocarlo. En primera instancia, principalmente la Fuerza Aérea Argentina comandada por Alsina, y el Ejército Argentino no apoyaban por completo la idea de dar un golpe de Estado, en cambio, proponían que el presidente siguiera en su cargo con la condición de que nombrara un nuevo gabinete de coalición designado por las Fuerzas Armadas y siguiera un plan de gobierno trazado por los titulares de cada una de las fuerzas, es decir, por el teniente general Raúl Poggi, el brigadier general Cayo Alsina y el almirante Agustín Penas. Pero, en caso de una negativa del primer mandatario, las Fuerzas Armadas lo desalojarían del poder y asumiría un gobierno militar en un caso extremo. El almirante Penas y su Consejo de Almirantes, sus subordinados inmediatos en la cadena de mandos, aprobaron la iniciativa propuesta por Poggi y Alsina por el hecho de que preferían mantener la unidad en el frente militar. Sin embargo, se reservaron el hecho de cambiar su postura en el transcurso de los acontecimientos. Una vez acordado esto, llevaron éste planteo al Presidente de la Nación.
Si bien Frondizi aceptó el planteo y convocó a dirigentes de partidos no vinculados al peronismo para constituir un gabinete nuevo, la iniciativa fracasó. Consciente de que su presidencia se estaba extinguiendo, recurrió al teniente general Pedro Aramburu, quien anteriormente desalentó varios intentos golpistas contra el presidente radical. El expresidente militar accedió a la propuesta y obró como mediador de Frondizi y el Comité de los doce. Una vez acordado el gabinete y el plan político a seguir con el comité militar, Aramburu pidió un tiempo prudencial para evaluar los resultados.
Aunque los titulares del Ejército y de la Aeronáutica se mostraron dispuestos a esperar, Penas, el titular de la Marina, insistió en que el presidente había agotado todas las intencias y debía renunciar o ser cesanteado de su cargo por medio de un golpe militar. El Ministro de Marina, representante político de dicha fuerza, muy sutilmente le sugirió a Arturo Frondizi que debía renunciar o que mínimamente pidiera una licencia en su cargo hasta que la tensión política se normalizara. Pero Frondizi no aceptó.
El 25 de marzo, el Ejército comenzó a manifestar abiertamente, por medio de su comandante en jefe, Raúl Poggi, un cambio de postura respecto a Frondizi, principalmente por las presiones de la oficialidad media y el generalato. 
Tan insostenible era ya la situación en la madrugada del 27 de marzo, que hasta se barajaba el asesinato del presidente, según un diálogo mantenido entre Ismael Bruno Quijano y el brigadier general Cayo Antonio Alsina, en el cual el aviador militar dijo: «Lo lamento mucho doctor, pero creo que Frondizi no tiene nada que hacer, pues los mandos sólo están considerando si lo llevan a la Chacarita o a la Recoleta».
Para la mañana del 27 de marzo ya era evidente la inclinación de las fuerzas armadas por derrocar al presidente, por lo que Aramburu, quien obraba como mediador entre los sectores castrenses y el primer mandatario, decidió abandonar dicha función y sellando el destino del gobierno constitucional.
Si bien el embajador estadounidense Robert Mac Clintock intentó persuadir a los militares golpistas de que reconsideraran la actitud de desalojar a Arturo Frondizi del gobierno, advirtiendo de que si eso ocurría, el nuevo gobierno militar no obtendría apoyo económico por parte de los Estados Unidos. De hecho, se entrevistó con el Almirante Agustín Penas y el Vicealmirante Jorge Palma, de la Marina, en una reunión que tuvo lugar el 27 de marzo a las 23:00 horas.
El 29 de marzo, el presidente Arturo Frondizi finalmente fue derrocado por la Junta de Comandantes en Jefe compuesta por el teniente general Raúl Poggi, el almirante Agustín R. Penas y el brigadier general Cayo Alsina, titulares del Ejército Argentino, de la Armada Argentina y de la Fuerza Aérea Argentina respectivamente.
Tras el derrocamiento de Frondizi, la presidencia quedó en manos de José María Guido. En abril ya comenzaría a apreciarse el preludio de las crisis militares entre Azules y Colorados, de la cual la aeronáutica se mantuvo aislada pero mostrándose siempre favorable al sector legalista (azul).

### Sublevación y retiro

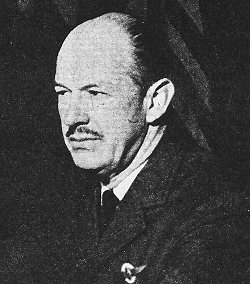
El brigadier general Cayo Alsina en 1963.

En 1 de diciembre de 1962, el comandante en jefe de la aeronáutica, brigadier general Cayo Alsina, anunció su decisión de pasar a retiro a diez de los trece brigadieres mayores y brigadieres en actividad a los cuales en septiembre los había dejado en situación de disponibilidad. Este anuncio provocó que se manifestara el fuerte descontento que se venía acumulando en la oficialidad joven y media la Fuerza Aérea desde el inicio de la crisis entre azules y colorados. En la madrugada del 11 de diciembre de 1962 se presentaron un total de dieciséis oficiales de alto rango que ocupaban cargos burocráticos en la aeronáutica ante el secretario de la fuerza aérea para pedir el relevo del comandante en jefe y su segundo, alegando que su conducción era «anárquica y caprichosa». Exigieron que su reemplazante sea el brigadier Carlos Segundo Conrado Armanini, uno de los dieciséis oficiales que exigían la remoción de la cúpula.
Las noticias llegaron a oídos del presidente Guido tras una reunión con un representante de los dieciséis oficiales. El presidente aceptó renovar la comandancia de la aeronáutica y tenía motivos de sobra para hacerlo, sobre todo tras una reunión en la que Alsina le dijo textualmente: «Su gobierno es un barco sin timón, sin capitán y sin brújula porque no está yendo hacia ningún lado y Frondizi sigue encabezándolo». Otra de las cosas que exasperaron a José María Guido fue que el brigadier general Cayo Alsina le hizo saber que la aeronáutica no custodiaría las urnas durante el proceso electoral, algo que siempre han hecho todas las fuerzas armadas y de seguridad en la Argentina. Estos planteos, daban la pauta de que Alsina probablemente estuviera tramando un golpe de Estado contra Guido.
Pero la decisión de relevar a la cúpula de la Fuerza Aérea Argentina fue tomada y, tras la detención del segundo de Alsina, el subjefe de la aeronáutica, brigadier mayor Gilberto Oliva, Alsina se acantonó en una unidad aérea en Córdoba y desconoció la decisión del presidente de relevarlo de sus funciones. El amotinamiento contó con algunas adhesiones, sin embargo, los suboficiales del «cuartel general» provisorio de los acantonados lo detuvieron junto a sus seguidores, y allí terminó la sedición de la depuesta cúpula militar de la Fuerza Aérea.
El mismo 11 de diciembre, fue nombrado comandante en jefe, el brigadier Carlos Armanini.

## Tras la guerra de las Malvinas
El 1 de agosto de 1982, un grupo de brigadieres en situación de retiro encabezados por Cayo Antonio Alsina, quien fue titular del Centro de Oficiales de las Fuerzas Armadas una vez retirado, y conocido por ser el referente del sector políticamente nacionalista dentro de la Fuerza Aérea Argentina, publicó una nota en el diario La Nación exigiendo la renuncia del entonces comandante en jefe de la aeronáutica, brigadier general Basilio Lami Dozo, pidiendo que asuma la «responsabilidad en el apoyo a una política económica errada y en lo actuado en la guerra de las Malvinas y que adopte las actitudes que corresponden».